# Lavangen
Lavangen este o comună din provincia Troms, Norvegia.